# Scopula paradela
Scopula paradela là một loài bướm đêm trong họ Geometridae.